# داوود باقری( فوتسال)
داوود باقری (زادهٔ ۱۲ اسفند ۱۳۶۹ در تبریز) بازیکن فوتسال اهل ایران است. وی نخستین لژیونر فوتسال شمال‌غرب کشور محسوب می‌شود و سابقه حضور در تیم‌های ملی جوانان، دانش‌آموزی و دانشجویان ایران را دارد.

## سوابق ملی
او از سال ۲۰۰۶ تا ۲۰۰۷ در تیم ملی جوانان ایران حضور داشت. در سال ۲۰۰۸ عضو تیم ملی دانش‌آموزی و در سال‌های ۲۰۱۹–۲۰۲۰ عضو تیم ملی دانشجویان ایران بود.

## باشگاه‌های داخلی
داوود باقری سابقه بازی در تیم‌های آذرآب، پتروشیمی و دبیری تبریز، فولاد ماهان اصفهان، نیروی زمینی و نفت تهران و شهرداری رشت را دارد.

## باشگاه‌های بین‌المللی
او از سال ۲۰۱۵ به عنوان لژیونر در باشگاه‌هایی در کشورهای آذربایجان، روسیه و گرجستان بازی کرده است. از جمله تیم‌های خارجی او می‌توان به قره‌باغ، مارافون باکو، نفتچی باکو و یاسامال در جمهوری آذربایجان، پرایم حولد روسیه و دینامو کلخی در گرجستان اشاره کرد.

## افتخارات

### فردی
- اولین لژیونر فوتسال تبریز و شمال‌غرب ایران (۲۰۱۵)
- حضور در مرحله مقدماتی جام باشگاه‌های اروپا با پرایم حولد روسیه (۲۰۱۶)
- دومین گلزن لیگ برتر جمهوری آذربایجان (۲۰۱۹)[۳]
- بازیکن اخلاق و تأثیرگذار در لیگ برتر گرجستان (۲۰۱۷)
- آقای گل تیم ملی دانش‌آموزی در تورنمنت تهران

### تیمی
- صعود به مرحله بعد لیگ قهرمانان اروپا با پرایم حولد روسیه (۲۰۱۶)
- نایب‌قهرمان لیگ گرجستان با دینامو کلخی تفلیس (۲۰۱۷)
- قهرمان جام حذفی آذربایجان با مارافون باکو (۲۰۱۸)
- نایب‌قهرمان لیگ آذربایجان با نفتچی باکو (۲۰۲۲–۲۰۲۳)
- قهرمانی در تورنمنت چهارجانبه با تیم ملی جوانان در اصفهان (۲۰۰۷)